# Temporada da WTA de 1996
O WTA Tour de 1996 foi a turnê de elite do tênis feminino profissional organizado pela Women's Tennis Association (WTA) para a temporada de 1996.
O WTA Tour de 1996 incluiu os quatro torneios Grand Slam, o WTA Championships e os eventos WTA Tier I, Tier II, Tier III e Tier IV. Os torneios da ITF não faziam parte do WTA Tour, embora atribuíssem pontos para o WTA World Ranking.

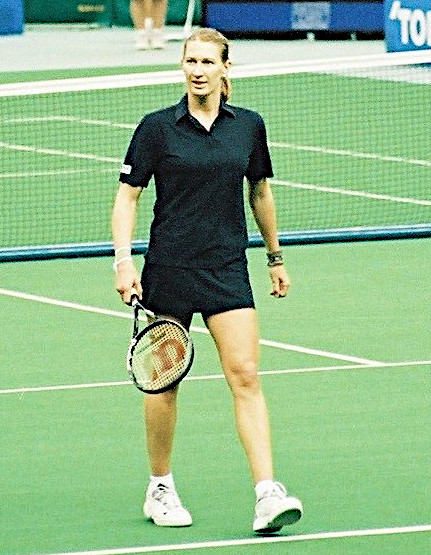
Steffi Graf ganhou 7 títulos na temporada.

## Ranking de final de ano
Lista das 20 primeiras do ranking de final de ano da WTA de 1996 em competições de simples e duplas:
| Ranking de simples de final de ano | Ranking de simples de final de ano | Ranking de simples de final de ano | Ranking de simples de final de ano | Ranking de simples de final de ano |
| ---------------------------------- | ---------------------------------- | ---------------------------------- | ---------------------------------- | ---------------------------------- |
| Nº                                 | Jogadora                           | Pontos                             | 1995                               | F                                  |
| 1                                  | Steffi Graf (GER)                  | 4,649                              | 1                                  | =                                  |
| 2                                  | Monica Seles (USA)                 | 4,056                              | 1                                  | -1                                 |
| 3                                  | Arantxa Sánchez Vicario (ESP)      | 3,668                              | 3                                  | =                                  |
| 4                                  | Conchita Martínez (ESP)            | 3,180                              | 2                                  | -2                                 |
| 5                                  | Jana Novotná (CZE)                 | 3,087                              | 11                                 | +6                                 |
| 6                                  | Martina Hingis (SUI)               | 3,051                              | 16                                 | +10                                |
| 7                                  | Anke Huber (GER)                   | 2,689                              | 10                                 | +3                                 |
| 8                                  | Iva Majoli (CRO)                   | 2,647                              | 9                                  | +1                                 |
| 9                                  | Lindsay Davenport (USA)            | 2,357                              | 12                                 | +2                                 |
| 10                                 | Irina Spîrlea (ROU)                | 1,748                              | 21                                 | +11                                |
| 11                                 | Karina Habšudová (SVK)             | 1,707                              | 56                                 | +45                                |
| 12                                 | Brenda Schultz-McCarthy (NED)      | 1,559                              | 13                                 | +1                                 |
| 13                                 | Barbara Paulus (AUT)               | 1,492                              | 23                                 | +9                                 |
| 14                                 | Amanda Coetzer (RSA)               | 1,484                              | 19                                 | +5                                 |
| 15                                 | Judith Wiesner (AUT)               | 1,451                              | 25                                 | +10                                |
| 16                                 | Mary Joe Fernández (USA)           | 1,212                              | 8                                  | -11                                |
| 17                                 | Chanda Rubin (USA)                 | 1,187                              | 15                                 | -2                                 |
| 18                                 | Elena Likhovtseva (RUS)            | 1,182                              | 45                                 | +27                                |
| 19                                 | Magdalena Maleeva (BUL)            | 1,126                              | 6                                  | -13                                |
| 20                                 | Julie Halard-Decugis (FRA)         | 1,111                              | 50                                 | +30                                |

| Ranking de duplas de final de ano | Ranking de duplas de final de ano | Ranking de duplas de final de ano | Ranking de duplas de final de ano | Ranking de duplas de final de ano |
| --------------------------------- | --------------------------------- | --------------------------------- | --------------------------------- | --------------------------------- |
| Nº                                | Jogadora                          | Pontos                            | 1995                              | F                                 |
| 1                                 | Arantxa Sánchez Vicario (ESP)     | 6,273                             | 1                                 | =                                 |
| 2                                 | Larisa Neiland (LAT)              | 5,371                             | 5                                 | +3                                |
| 3                                 | Jana Novotná (CZE)                | 4,793                             | 2                                 | -1                                |
| 4                                 | Gigi Fernández (USA)              | 4,631                             | 3                                 | -1                                |
| 5                                 | Mary Joe Fernández (USA)          | 4,590                             | 10                                | +5                                |
| 6                                 | Helena Suková (CZE)               | 4,519                             | 9                                 | +3                                |
| 7                                 | Lindsay Davenport (USA)           | 4,287                             | 6                                 | -1                                |
| 8                                 | Meredith McGrath (USA)            | 4,163                             | 7                                 | -1                                |
| 9                                 | Natasha Zvereva (BLR)             | 4,031                             | 4                                 | -5                                |
| 10                                | Martina Hingis (SUI)              | 3,622                             | 29                                | +19                               |
| 11                                | Nicole Arendt (USA)               | 3,289                             | 11                                | =                                 |
| 12                                | Lisa Raymond (USA)                | 2,809                             | 16                                | +4                                |
| 13                                | Lori McNeil (USA)                 | 2,580                             | 15                                | +2                                |
| 14                                | Nathalie Tauziat (FRA)            | 2,361                             | 20                                | +6                                |
| 15                                | Manon Bollegraf (NED)             | 2,312                             | 8                                 | -7                                |
| 16                                | Chanda Rubin (USA)                | 2,253                             | 33                                | +17                               |
| 17                                | Kristie Boogert (NED)             | 2,250                             | 31                                | +14                               |
| 18                                | Brenda Schultz-McCarthy (NED)     | 2,209                             | 12                                | -6                                |
| 19                                | Caroline Vis (NED)                | 2,198                             | 39                                | +20                               |
| 20                                | Yayuk Basuki (INA)                | 2,185                             | 53                                | +33                               |